# Révolution des Jeunes-Turcs
La révolution des Jeunes-Turcs de l'Empire ottoman en juillet 1908 est un soulèvement au cours duquel le mouvement des Jeunes-Turcs restaure la Constitution de l'Empire ottoman de 1876 et inaugure la politique multipartite dans un système électoral à deux étapes sous le parlement ottoman.
Plus de trois décennies plus tôt en 1876, la monarchie constitutionnelle a été établie sous le sultan Abdülhamid II pendant une période connue sous le nom de Première période constitutionnelle ottomane, qui n'a duré que deux ans avant que Abdülhamid II ne l'a suspende et se restitue des pouvoirs autocratiques. Le 24 juillet 1908, Abdülhamid II capitule et annonce la restauration de la Constitution, ce qui donne lieu à la deuxième période constitutionnelle ottomane (en). Après une tentative de contre-révolution monarchiste en faveur d'Abdülhamid II l'année suivante, ce dernier est déposé et son frère Mehmed V monte sur le trône.
Après ces événements, Djelal ed-Din Korkmasov se rend à Constantinople entre octobre 1909 et juin 1910. Il y édite un journal illustré en russe, les Nouvelles de Stamboul (Стамбульские новости), tiré à mille exemplaires. Trente-trois numéros de ce journal sont édités. Le journal rencontre un accueil chaleureux et l'ambassadeur russe à Constantinople, Nikolaï Tcharykov, envoie des rapports élogieux sur la personnalité de Korkmasov. Il voit en effet dans les Nouvelles de Stamboul un organe susceptible de favoriser le rapprochement russo-turc qu'il appelle de ses vœux. Cependant, en raison de divergences avec le gouvernement jeune-turc, le journal doit cesser son activité[réf. nécessaire].

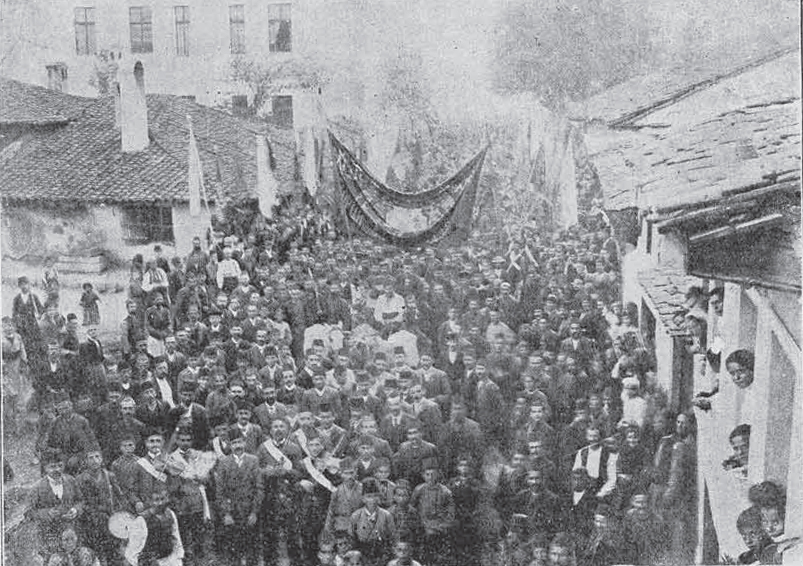
Révolution à Prilep, 1908.
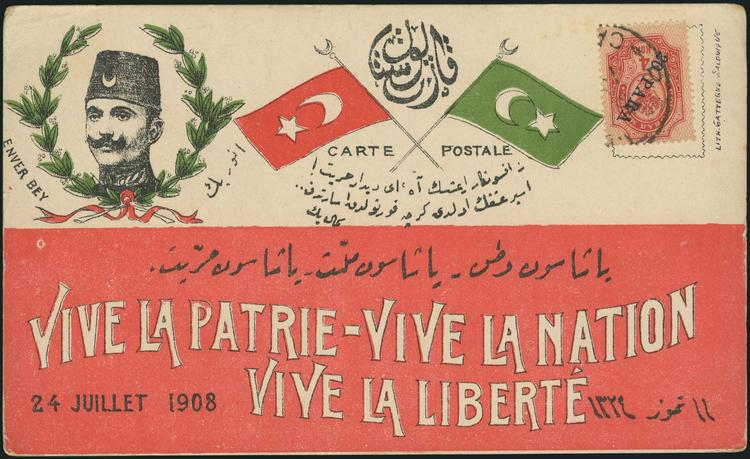
Carte postale révolutionnaire en l'honneur d'Enver Bey. Slogan en français :  « Vive la Patrie - Vive la Nation. Vive la Liberté », 24 juillet 1908.